# La sedicesima luna
La sedicesima luna (Beautiful Creatures) è un romanzo dark fantasy del 2009 scritto dal duo formato da Kami Garcia e Margaret Stohl. È il primo della serie The Caster Chronicles, composta da 4 libri più un e-book.
Pubblicato negli Stati Uniti l'11 novembre 2009, è stato tradotto in Italiano nel 2010.

## Trama
Ethan Wate è un normale ragazzo che abita in una normale (e noiosa) città, da cui vuole scappare non appena avrà finito la scuola superiore. Durante le sue notti viene tormentato da strani sogni che hanno per protagonista una bellissima e altrettanto misteriosa ragazza. Al contempo comincia ad ascoltare una strana canzone intitolata Sedici Lune che per lui si dimostra un altro mistero da svelare. Un giorno si trova davanti a Lena Duchannes, una ragazza appena arrivata in città, nipote di Macon Ravenwood (il vecchio eremita pazzo che abita ai confini della città): fino a qui nulla di strano, a parte il fatto che la ragazza è la protagonista dei suoi sogni.
Lena però è troppo diversa dai suoi compagni. Lena è difatti, una maga con poteri straordinari che dovrà reclamare se stessa, cioè scegliere se essere una maga della Luce o delle Tenebre, il giorno del suo sedicesimo compleanno. L'unico che sembra comprenderla è proprio Ethan, che, assecondando la strana connessione che li lega, se ne innamora.
Durante una lezione, Lena, arrabbiata per le prese in giro dei compagni, fa esplodere una finestra e scappa dalla classe, rincorsa poco dopo da Ethan, che la raggiunge a Ravenwood e cerca di consolarla. Proprio mentre stanno parlando, Ethan trova uno strano medaglione con incise le iniziali GKD ed ECW. Toccandolo, Ethan e Lena vengono trasportati in una visione che mostra loro Genevieve, un'antenata di Lena vissuta durante la Guerra civile, che cerca di raggiungere Greenbrier per avvisare i suoi compaesani del pericolo imminente: i soldati dell'Unione, infatti, stavano radendo al suolo ogni cittadina che incontravano sul loro cammino, ma presto Genevieve scopre che è troppo tardi, che l'Unione è già passata.
Dopo la visione, Ethan decide di parlarne prima con Amma, colei che lo ha cresciuto e che è una potente cartomante, che, non appena il ragazzo tira fuori il medaglione, sparge sali per tutta la casa, e gli ordina di seppellirlo di nuovo, dopo averlo messo in un sacchettino pieno di polveri magiche. Ethan finge di seppellirlo, ma decide di tenerlo e di mostrarlo a Macon, lo zio di Lena.
Facendo finta di portare a Lena i compiti dati un giorno in cui era assente, Ethan riesce a farsi invitare dallo stesso Macon Ravenwood nella casa, e parla del medaglione, ma lui, con molto garbo, lo caccia di casa. Durante quell'incontro, Ethan scopre che Macon conosceva Lila, sua madre, anche se afferma di conoscerla "solo tramite i suoi testi". Dopo quella serata, durante la notte, Lena si presenta da Ethan, e gli rivela di essere una Caster, una maga, discendente da un'antica famiglia di maghi, e che il suo talento è quello di controllare gli elementi, è una Naturale. Passano la notte a parlare o, più precisamente, Lena spiega a Ethan quello che sa fare.
Nei giorni seguenti, Ethan parla con Lena attraverso il Metapensiero, ovvero ognuno sente i pensieri dell'altro.
Nel frattempo, Ethan scopre che le iniziali ECW sono di Ethan Carter Wate, suo antenato Confederato che venne tolto dall'albero genealogico di famiglia perché disertore. Ethan e Lena sospettano poi, tramite una visione, che Ethan Carter morì a causa di una pallottola sparata da un soldato dell'Unione.
Così, per comprendere gli strani sogni e tutto ciò che gli capita, Ethan e Lena si rivolgono a Marian, la bibliotecaria della città, a cui mostrano una delle visioni. Così, scoprono che Ethan Carter morì a causa di una pallottola sparata probabilmente da suoi ex compagni, mentre trascinavano via Genevieve, entrata nella sua casa per cercare qualcuno ancora vivo, prendendo il Libro delle Lune per poter salvare Ethan Carter.
A seguito di quella visione, Ethan e Lena capiscono che hanno bisogno del Libro delle Lune, se vogliono riuscire a salvare Lena. Marian, che dice loro di essere la Bibliotecaria della Domus Lunae Libri, decide di portarli laggiù, nel giorno in cui sarebbe stata aperta.
Mentre aspettano il giorno in cui la Domus sarà aperta, giunge Halloween, giorno molto potente per la magia. Ethan decide di passare la serata a guardare film di paura, e si risveglia improvvisamente per la voce di Lena che, nella sua testa, chiede il suo aiuto. Ethan si precipita a Ravenwood, e trova la famiglia di Lena in cerchio intorno a lei, che è riversa su una specie di letto di pietra, mentre Macon e gli altri recitano in latino una litania che Ethan non conosce. Quindi si lancia su Lena, e riesce a salvarla da colei che scopre poco dopo essere Sarafine, una maga delle Tenebre, prima di addormentarsi. Si risveglia il mattino dopo in camera di Lena, e con lei parlano ancora della magia, e scopre così che la litania che stavano recitando i parenti di Lena è il Cerchio Sanguinis, il Cerchio di Sangue, che serve a vincolare la casa e Lena in modo che nessuna maga o mago delle Tenebre possa penetrarvi. Inoltre, parlano del fatto che Ethan potrebbe in qualche modo avere dei poteri, poiché sembra che riesca a proteggere Lena.
Dopo Halloween, le cose proseguono sempre allo stesso modo, quasi fino al giorno del Ringraziamento.
(Ethan, a p, 265, capitolo 27-11: Tipiche Feste Americane, riferendosi a Lena)
Durante il Ringraziamento, Amma, che ferma il tempo con l'aiuto dei Grandi, i suoi antenati, spiega a Lena che Sarafine è sua madre ed è la maga delle Tenebre più nera che esista attualmente. Lena, quindi, finita la cena, corre a casa per chiedere spiegazioni allo zio, ma non scopre più di quanto Amma gli ha detto.
Il giorno dopo il Ringraziamento, Marian porta Ethan e Lena alla Domus, posta sotto la sede del DAR.
Si scopre tramite altre visioni che Genevieve lanciò una maledizione sulla famiglia Duchannes tentando di salvare con il libro delle Lune il suo amato Ethan Carter Wate, senza riuscirci, e il prezzo da pagare per usare la magia nera era il passaggio dalla luce alle tenebre senza potersi opporre. Genevieve diventa così una maga del male e non solo: tutti i discendenti della sua famiglia non potranno scegliere da che lato schierarsi: il futuro del mago o della strega verrà deciso dalle fasi lunari presenti nella notte del sedicesimo compleanno. È quindi questo il destino che spetta a Lena, che teme di dover passare alle tenebre.
Alla fine del libro, Sarafine si presenta per rapire Lena. La strega si è alleata con Hunting Ravenwood, fratello di Macon, per trascinare Lena nelle Tenebre e intrappola Ethan e Link.
Si scopre che Ridley è dalla parte di Sarafine e che anche Larkin è un mago delle Tenebre. Macon Ravenwoon giunge sulla scena per proteggere la nipote e si scontra con suo fratello che lo ferisce gravemente. Ethan, d'un tratto libero dall'incantesimo di Sarafine, va a chiedere aiuto a zia Del (zia di Lena e sorellastra di Macon, nonché sorella di Sarafine), Gramma (nonna di Lena), Arelia (madre di Macon e Hunting), Reece e Ryan (sorelle di Ridley e Larking, figlie di Del). Non appena torna sulla scena, però, Sarafine pugnala Ethan e Lena, disperata, recupera il Libro delle Lune e assieme ad Amma compie lo stesso incantesimo che la sua antenata Genevieve aveva usato su Ethan Carter. Sembra che l'incantesimo non abbia richiesto il suo prezzo. Ethan è vivo, ma sfortunatamente si scopre che al posto della vita di Ethan, il Libro ha preso la vita di Macon Ravenwood. Il libro si conclude con i preparativi del funerale di Macon Ravenwood e con Ethan che trova nel suo iPod una nuova canzone: Diciassette Lune.

## Personaggi
Ethan Lawson WateÈ il protagonista e narratore della storia. Vive a Gatlin da sempre, ma odia il paesino e ha una serie di dépliant di College molto lontani da Gatlin e una mappa del mondo con varie città collegate da una sottile linea verde, luoghi che ha "visitato" tramite i libri (di cui va pazzo, anche se non lo ammetterà mai) e che si è ripromesso di visitare una volta finito il College. Ha appena perso la madre, con cui aveva un forte legame, e vive con il padre (che si rintana nel suo studio per tutto il giorno, lavorando di notte e dormendo di giorno) e Amma.
Lena DuchannesÈ la coprotagonista del libro. È una maga, e la sua famiglia è colpita da una maledizione dai tempi della Guerra civile. Ha perso i genitori quando era molto piccola, e ha vissuto soprattutto con la nonna, viaggiando molto e raccogliendo una serie di cianfrusaglie, tutti ricordi di momenti importanti della sua vita, raccolte in una collana da cui non si separa mai. Adora leggere poesie e scrive in continuazione su un block notes a spirale tutto sgangherato.
Amarie "Amma" TreadeauUna veggente, molto superstiziosa, che ha cresciuto Ethan e suo padre. Lascia sempre in giro un sacco di amuleti, che Ethan ha imparato a lasciare dove sono. Secondo Ethan, è una specie di nonna più dispotica della nonna vera. E sostiene di compiere sempre cinquantatré anni.
Macon Melchizedeck RavenwoodLo zio di Lena, ed è il "Boo Radley" della città. Nessuno lo ha mai visto, perché non esce mai dalla sua casa. È molto legato a Lena, per cui è pronto a sacrificare se stesso, e ha un cane di nome Boo Radley, che segue Lena dappertutto. La sua casa, Ravenwood, è il più antico edificio della città, e senza la sua famiglia Gatlin non esisterebbe, ma nessuno, in città, lo ammetterebbe mai.
Weasley Jeferson "Link" LincolnIl migliore amico di Ethan, nonché unico ragazzo che si sieda con Lena alla mensa e che non la emargina, oltre a Ethan. È amico di Ethan da sempre, e non lo lascerebbe mai. Sua madre, Martha Lincoln, comincerà una "campagna" contro Lena per poterla cacciare da Gatlin.
Martha LincolnLa madre di Link, nonché colei che comincerà la strana campagna per cacciare Lena dal paese. Le sue convinzioni sono ferree, ed è molto determinata in ciò che fa. È il capo del DAR, le Figlie della rivoluzione americana, un'associazione in cui per entrare devi essere imparentato con uno dei patrioti della Rivoluzione e che, come dice Ethan, snobba chiunque non sia "nessuno" o sia un forestiero.
Sarafine DuchannesUna maga delle Tenebre, la più nera che esista attualmente, nonché madre di Lena. Cercherà in tutti i modi di mettersi in contatto con la figlia, e di portarla verso le Tenebre, cosa che Macon, Ethan e Amma, oltre ai parenti di Lena, cercheranno di evitare.
Marian AshcroftLa migliore amica di Lila Evers, la madre di Ethan, nonché Capo Bibliotecaria della biblioteca pubblica e della Domus Lunae Libri. È amica di Macon e vuole molto bene sia a Lena che a Ethan, da cui viene chiamata "zia Marian".
Genevieve Katherine DuchannesL'antenata di Lena che ha dato il via alla maledizione dei Duchannes. Vissuta durante la Guerra civile, per salvare il suo amato, Ethan Carter Wate, usò il Libro delle Lune per salvarlo, ma non ci riuscì e la sua famiglia fu colpita da una maledizione: alla Sedicesima Luna, nel Sedicesimo Compleanno del figlio, il Libro delle Lune deciderà se esso sarà nella Tenebre o nella Luce.
Ethan Carter WateAntenato di Ethan. Disertò dai Confederati per poter stare con Genevieve, ma per questo fu ucciso e tolto dall'albero genealogico dei Wate. È lui che regala a Genevieve il cammeo che provocherà le visioni a Ethan e Lena.

## Opere derivate
Nel febbraio 2013 è uscito il film della Beautiful Creatures - La sedicesima luna, scritto e diretto da Richard LaGravenese, con protagonisti Alice Englert e Alden Ehrenreich nei ruoli di Lena ed Ethan.